# 長鰭小鮋
長鰭小鮋是輻鰭魚綱鮋形目鮋亞目鮋科的其中一種，為熱帶海水魚，分布於印度西太平洋海域，棲息深度0-20公尺，體長可達12公分。棲息在沿岸珊瑚礁底層水域，夜行性，生活習性不明，具有毒性。

## 扩展阅读
維基物種上的相關：長鰭小鮋